# Лузький ВТТ
Лузький ВТТ та Будівництво 200 (рос. ЛУЖСКИЙ ИТЛ И СТРОИТЕЛЬСТВО 200, Лужлаг) — підрозділ, що діяв в системі виправно-трудових установ.
Час існування: організований 03.08.37;

закритий 31.07.41.
Дислокація: Кінгісеппський район; м. Ленінград;
ст. Косколово.
Підпорядкування:
- з 03.08.1937 — Головному управлінню таборів НКВС;
- з 13.09.1940 — Головному управлінню таборів гідротехнічного будівництва (ГУЛГТС НКВС).

Чисельність:
- 01.01.38 — 6645,
- 01.10.38 — 65773,
- 01.01.39 — 6174,
- 01.01.40 — 10 222;
- 01.01.41 — 9558,
- 15.06.41 — 7821

## Історія
У завдання Лузького ВТТ входило будівництво військово-морської бази Балтійського флоту «Ручьи» і міста Комсомольськ-на-Балтиці. Сухий док викопали майже вручну. Розміри котлована для цього дока становили приблизно півтора кілометра на 800 метрів. Глибина його дорівнювала 12-ти метрам.
Для постачання Лузького ВТТ і ВМБ «Ручьи» будувалася рокадна залізниця Веймарн — Чудово — Будогощ — Тихвин. Повністю проєкт будівництва залізниці не здійснили. Діє тільки дільниця Тихвин — Будогощ.